# Carmeltazita
La carmeltazita és un mineral de la classe dels òxids. El nom d'aquesta espècie deriva de la localitat tipus, el Mont Carmel ("CARMEL"), i dels metalls dominants presents en el mineral, és a dir: titani, alumini i zirconi ("TAZ").

## Característiques

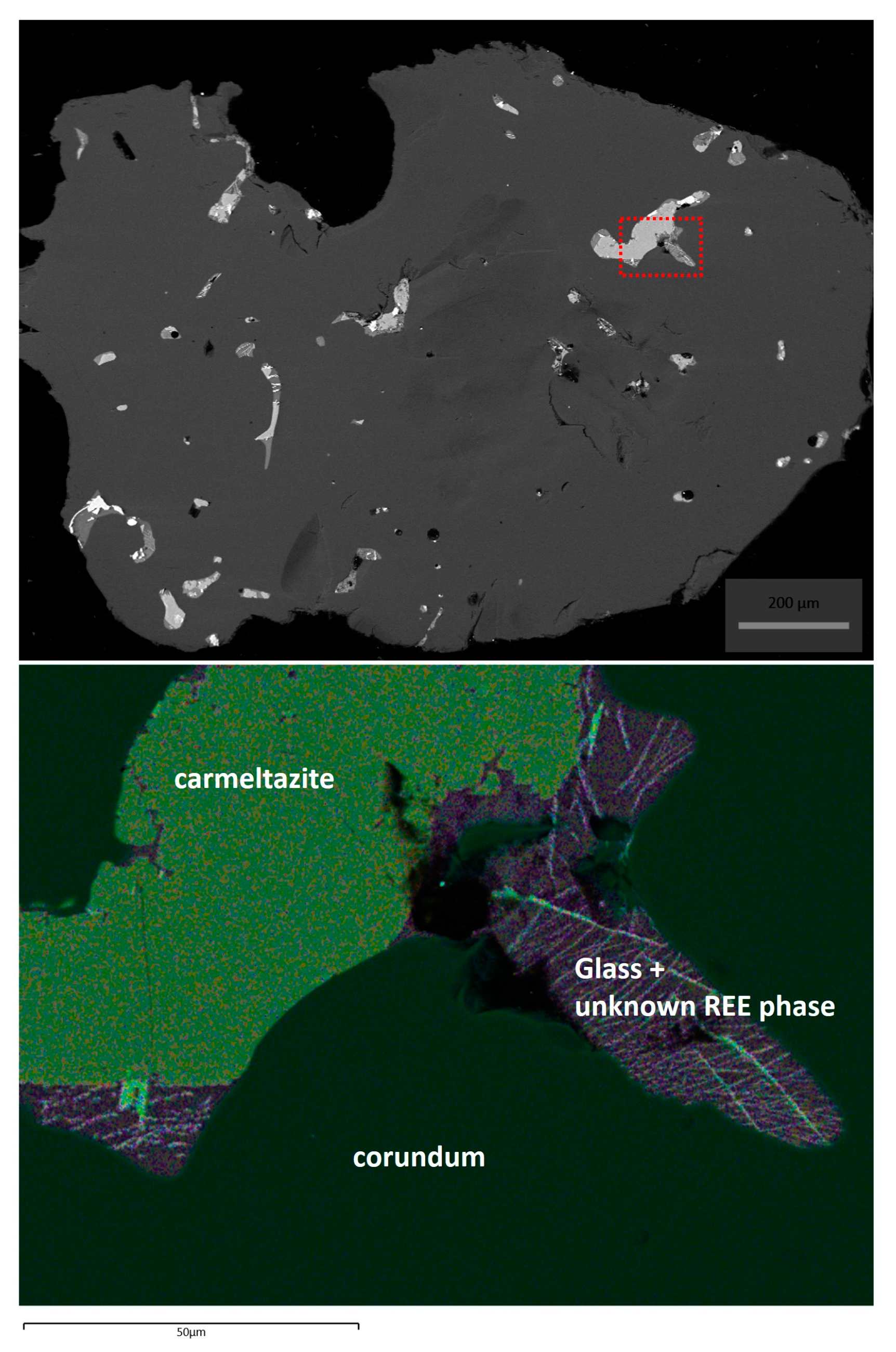
Carmeltazita

La carmeltazita és un òxid de fórmula química ZrAl₂Ti₄O11. Va ser aprovada com a espècie vàlida per l'Associació Mineralògica Internacional l'any 2018, sent publicada per primera vegada el mateix any. Cristal·litza en el sistema ortoròmbic. Té una disposició atòmica similar a l'observada a l'estructura defectuosa de l'espinel·la. Representa un grup relativament petit de minerals en què el zirconi i el titani es troben en llocs estructurals separats.

## Formació i jaciments
Va ser descoberta al complex magmàtic de Rakefet, situat al Mont Carmel (Districte de Haifa, Israel), on es troba en bossades o en forma d'inclusions en cristalls de corindó, i associada, a més a més, amb tistarita, osbornita i anortita. Es tracta de l'únic indret de tot el planeta on ha estat descrita aquesta espècie mineral.